# Monochelus pruinosus
Monochelus pruinosus är en skalbaggsart som beskrevs av Hermann Burmeister 1844. Monochelus pruinosus ingår i släktet Monochelus och familjen Melolonthidae. Inga underarter finns listade i Catalogue of Life.